# ديفيد ماكلير
ديفيد ماكلير (بالإنجليزية: David McKellar)‏ هو لاعب كرة قدم بريطاني في مركز حراسة المرمى، ولد في 22 مايو 1956 في Irvine, North Ayrshire ‏ في المملكة المتحدة. لعب مع إيبسويتش تاون ودندي يونايتد ودونفرملين أثلتيك وديربي كاونتي وكولتشستر يونايتد ومانشستر سيتي ونادي برينتفورد ونادي بيتربورو يونايتد ونادي رينجرز ونادي كارلايل يونايتد ونادي كيلمارنوك ونادي هارتلبول يونايتد ونادي هيبرنيان ونيوكاسل يونايتد وهاميلتون أكاديميكال.